# Grand Prix Formule 1 van Frankrijk 2006
De Grand Prix Formule 1 van Frankrijk 2006 werd gehouden op 16 juli 2006 op het Circuit Magny-Cours in Magny-Cours.

## Testrijders op vrijdag
| Team                  | Rijder           |
| --------------------- | ---------------- |
| Williams - Cosworth   | Alexander Wurz   |
| Honda                 | Anthony Davidson |
| Red Bull - Ferrari    | Robert Doornbos  |
| BMW Sauber            | Robert Kubica    |
| MF1 - Toyota          | Adrian Sutil     |
| Toro Rosso - Cosworth | Neel Jani        |
| Super Aguri - Honda   | Sakon Yamamoto   |

## Uitslag
| Positie | Nummer | Rijder               | Team                  | Ronden | Tijd/Opgave | Startplaats | Punten |
| ------- | ------ | -------------------- | --------------------- | ------ | ----------- | ----------- | ------ |
| 1       | 5      | Michael Schumacher   | Scuderia Ferrari      | 70     | 1:32:07.803 | 1           | 10     |
| 2       | 1      | Fernando Alonso      | Renault               | 70     | +10.131     | 3           | 8      |
| 3       | 6      | Felipe Massa         | Scuderia Ferrari      | 70     | +22.546     | 2           | 6      |
| 4       | 7      | Ralf Schumacher      | Toyota                | 70     | +27.212     | 5           | 5      |
| 5       | 3      | Kimi Räikkönen       | McLaren - Mercedes    | 70     | +33.006     | 6           | 4      |
| 6       | 2      | Giancarlo Fisichella | Renault               | 70     | +45.265     | 7           | 3      |
| 7       | 4      | Pedro de la Rosa     | McLaren - Mercedes    | 70     | +49.407     | 8           | 2      |
| 8       | 16     | Nick Heidfeld        | BMW Sauber            | 69     | +1 Ronde    | 11          | 1      |
| 9       | 14     | David Coulthard      | Red Bull - Ferrari    | 69     | +1 Ronde    | 9           |        |
| 10      | 21     | Scott Speed          | Toro Rosso - Cosworth | 69     | +1 Ronde    | 14          |        |
| 11      | 17     | Jacques Villeneuve   | BMW Sauber            | 69     | +1 Ronde    | 16          |        |
| 12      | 15     | Christian Klien      | Red Bull - Ferrari    | 69     | +1 Ronde    | 12          |        |
| 13      | 20     | Vitantonio Liuzzi    | Toro Rosso - Cosworth | 69     | +1 Ronde    | 22          |        |
| 14      | 10     | Nico Rosberg         | Williams - Cosworth   | 68     | +2 Rondes   | 18          |        |
| 15      | 19     | Christijan Albers    | MF1 - Toyota          | 68     | +2 Rondes   | 15          |        |
| 16      | 23     | Franck Montagny      | Super Aguri - Honda   | 67     | +3 Rondes   | 20          |        |
| Ret     | 12     | Jenson Button        | Honda                 | 61     | Motor       | 17          |        |
| Ret     | 9      | Mark Webber          | Williams - Cosworth   | 55     | Velg        | 10          |        |
| Ret     | 8      | Jarno Trulli         | Toyota                | 39     | Remmen      | 4           |        |
| Ret     | 11     | Rubens Barrichello   | Honda                 | 28     | Motor       | 13          |        |
| Ret     | 18     | Tiago Monteiro       | MF1 - Toyota          | 11     | Mechanisch  | 19          |        |
| Ret     | 22     | Takuma Sato          | Super Aguri - Honda   | 0      | Transmissie | 21          |        |

## Wetenswaardigheden
- Laatste pole position: Michael Schumacher.
- Laatste hattrick (pole, winst en snelste ronde): Michael Schumacher.
- Laatste race: Franck Montagny.
- Michael Schumacher behaalde zijn 22ste hattrick.

## Standen na de Grand Prix

### Coureurs
| Positie | Nummer | Rijder               | Team             | Punten |
| ------- | ------ | -------------------- | ---------------- | ------ |
| 1       | 1      | Fernando Alonso      | Renault          | 96     |
| 2       | 5      | Michael Schumacher   | Scuderia Ferrari | 79     |
| 3       | 2      | Giancarlo Fisichella | Renault          | 46     |
| 4       | 3      | Kimi Räikkönen       | McLaren          | 43     |
| 5       | 6      | Felipe Massa         | Scuderia Ferrari | 42     |

### Constructeurs
| Positie | Nummers | Team             | Rijders                              | Punten |
| ------- | ------- | ---------------- | ------------------------------------ | ------ |
| 1       | 1 2     | Renault          | Fernando Alonso Giancarlo Fisichella | 142    |
| 2       | 5 6     | Scuderia Ferrari | Michael Schumacher Felipe Massa      | 121    |
| 3       | 3 4     | McLaren          | Kimi Räikkönen Pedro de la Rosa      | 71     |
| 4       | 11 12   | Honda            | Jenson Button Rubens Barrichello     | 32     |
| 5       | 7 8     | Toyota           | Ralf Schumacher Jarno Trulli         | 21     |

## Statistieken
| Snelste ronde | Michael Schumacher | Scuderia Ferrari | 1:17.111 |

## Noot
- Dit was de honderdste Grand Prix-winst voor een Duitse coureur.
- Michael Schumacher breidde zijn record uit door de Grote Prijs van Frankrijk voor de achtste keer te winnen (eerdere overwinningen in 1994, 1995, 1997, 1998, 2001, 2002 en 2004). Hij vestigde hierbij nogmaals een record door de meeste overwinningen in één Grand Prix en op één circuit te behalen; acht.

1906 · 1907 · 1908 · 1912 · 1913 · 1914 · 1921 · 1922 · 1923 · 1924 · 1925 · 1926 · 1927 · 1928 · 1929 · 1930 · 1931 · 1932 · 1933 · 1934 · 1935 · 1936 · 1937 · 1938 · 1939 · 1947 · 1948 · 1949 · 1950 · 1951 · 1952 · 1953 · 1954 · 1956 · 1957 · 1958 · 1959 · 1960 · 1961 · 1962 · 1963 · 1964 · 1965 · 1966 · 1967 · 1968 · 1969 · 1970 · 1971 · 1972 · 1973 · 1974 · 1975 · 1976 · 1977 · 1978 · 1979 · 1980 · 1981 · 1982 · 1983 · 1984 · 1985 · 1986 · 1987 · 1988 · 1989 · 1990 · 1991 · 1992 · 1993 · 1994 · 1995 · 1996 · 1997 · 1998 · 1999 · 2000 · 2001 · 2002 · 2003 · 2004 · 2005 · 2006 · 2007 · 2008 · 2018 · 2019 · 2021 · 2022